# ORP Rybitwa (1935)
Pour les autres navires du même nom, voir ORP Rybitwa.
L'ORP Rybitwa (en français : Sterne) était un dragueur de mines polonais de la classe Jaskółka. Il était le deuxième navire de ce nom dans la marine polonaise.

## Historique
Le navire a été construit dans le chantier naval fluvial de Modlin. La construction a commencé en mai 1933, et le lancement a eu lieu le 26 avril 1935. Le drapeau polonais a été levé pour la première fois le 21 décembre 1935. Initialement, il portait la marque latérale « R ». Le premier commandant était le capitaine Jerzy Kossakowski.

## Seconde Guerre mondiale
Le navire a participé à la campagne de septembre 1939 au sein de l’escadrille des dragueurs de mines, sous le commandement du capitaine Kazimierz Miładowski. Dans l’après-midi du 1er septembre 1939, avec les autres dragueurs de mines de l’escadrille, il participe à repousser un raid massif de bombardiers allemands près de Hel, après quoi il remorque jusqu’à Hel l’ORP Mewa endommagé par une bombe. Le navire, avec le reste de l’escadrille, était alors stationné dans le port de Jastarnia. Le 7 septembre, avec l’ORP Jaskółka, il patrouille à la recherche d’un avion allemand abattu. Les 11 et 12 septembre, le navire, avec les ORP Czajka et Jaskółka, a soutenu les positions polonaises de la défense côtière terrestre avec ses tirs d’artillerie. Dans la nuit du 13 septembre, il a mené une opération de minage. Le 14 septembre 1939, lors du raid sur Jastarnia, le Rybitwa a été touché par une bombe qui a transpercé la poupe du navire sans exploser. Après une réparation improvisée des dégâts (colmatage du trou avec une cheville), le Rybitwa a été désarmé et son canon a été utilisé pour la défense terrestre, après quoi le navire s’est déplacé le 17 septembre à Hel, où le drapeau a été abaissé et son équipage a rejoint la défense terrestre.
Après la capitulation de Hel le 2 octobre 1939, le navire est capturé au port par les Allemands. Par la suite, le Rybitwa a été incorporé dans la Kriegsmarine allemande sous le nom de Rixhöft. Il y servit d’abord comme dragueur de mines, et à partir de 1940 comme navire auxiliaire repêcheur de torpilles avec la désignation de TFA 8. 

## Après-guerre
Le navire a survécu à la guerre. Avec trois autres anciens dragueurs de mines polonais (les ORP Mewa, ORP Żuraw et ORP Czajka) il est devenu membre de l’équipe de réserve du service allemand de dragueurs de mines. Ces navires ont ensuite été retrouvés par les autorités polonaises à Travemünde et récupérés. Le 25 janvier 1946, alors qu’il était encore à Travemünde, le navire a de nouveau hissé le drapeau polonais et le nom de ORP Rybitwa a été restauré. Le commandant du navire était à nouveau le capitaine lieutenant Kazimierz Miładowski, il exerçait également les fonctions de commandant de l’escadrille.
Après son armement et son équipement à Kiel, le « Rybitwa retourna le 12 mars 1946 à Gdynia avec les dragueurs de mines restants. Ils y furent incorporés dans la flottille de dragueurs de mines, formant la 1ère escadrille. À cette époque, le navire portait la marque latérale « RB ». À partir du 1er juin 1947, le navire a servi dans la force côtière de Szczecin.
En juillet 1949, à la suite de la dissolution de la force côtière de Szczecin, le Rybitwa a été transféré à Gdynia, où il a été reclassé comme garde-côtes nommé D-47 et incorporé dans la 2e division de patrouilleurs. À cette époque, l’équipement de dragage a été retiré. Après une rénovation en 1951, l’armement du navire a été modifié. En 1955, le D-47 fait partie de l’Escadrille de patrouilleurs et de chasseurs de sous-marins à Gdynia. En 1960, la marque tactique a été changée en « 327 ». Le navire a été retiré en 1966 et transformé en une barge-caserne non motorisée, désignée BK-3, stationnée à Gdynia. Finalement retiré du service en 1972, il fut mis au rebut.